# Ivan Kizimov
Ivan Michajlovič Kizimov (in russo Иван Михайлович Кизимов?; Novočerkassk, 28 aprile 1928 – 22 settembre 2019) è stato un cavaliere sovietico.

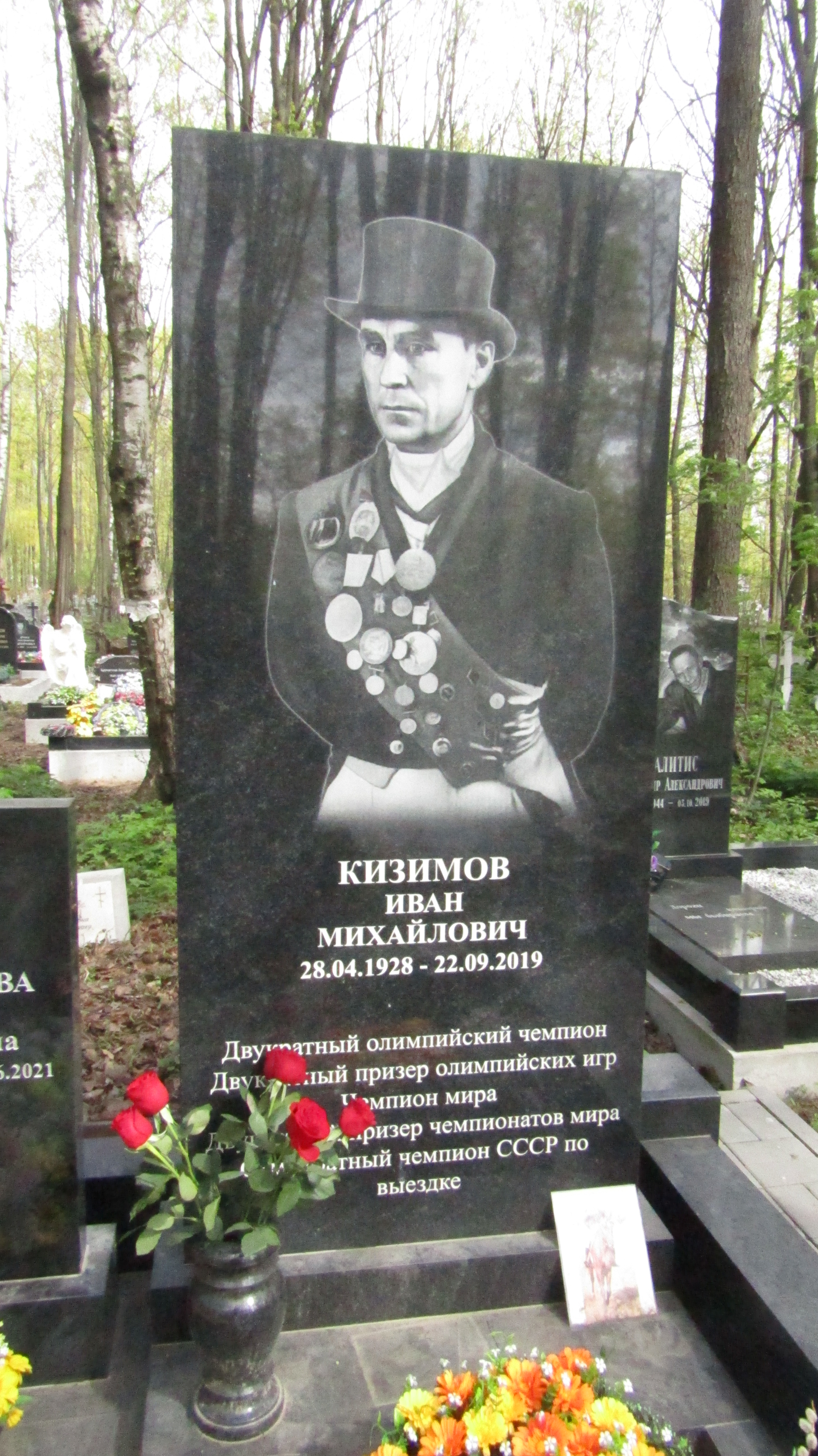
Tomba di Ivan Michajlovič Kizimov a San Pietroburgo

In rappresentanza dell'Unione Sovietica ha vinto una medaglia d'oro individuale nel Dressage alle Olimpiadi del 1968 a Città del Messico e una medaglia d'oro nel Dressage a squadre alle Olimpiadi del 1972 a Monaco di Baviera. Ha anche vinto 4 medaglie ai Campionati mondiali di dressage, di cui 1 oro, 1 argento e 2 bronzi, e 8 medaglie ai Campionati europei di dressage, di cui 5 d'argento e 3 di bronzo.